# TAI/AgustaWestland T-129
TAI/AgustaWestland T-129 ATAK (позначення AgustaWestland: AW729) — ударний вертоліт розроблений Turkish Aerospace Industries (TAI) спільно з AgustaWestland на основі вертольота Agusta A129 Mangusta.

## Історія створення і виробництва
30 березня 2007 року Туреччина розпочала переговори з італійською компанією «Agusta Westland» про спільне створення ударного вертольота для потреб Туреччини на основі ударного вертольота «A129I». Потреба 51 (40) вертоліт. Вертольоти будуть збиратися у Туреччині генеральним підрядником — компанією «TAI». Новий вертоліт отримає нове ім'я — Т-129 (проект АТАК). 7 вересня 2007 року був підписаний контракт на загальну суму $1.2 мільярда.
22 червня 2008 року контракт офіційно вступає в силу. Вертоліт Т-129 будуть створювати на платформах, створених турецькою «TAI». Турецька компанія і її підрозділи отримують повні права на ліцензійне виробництво вертольотів, їхнього обладнання озброєння і двигунних установок з правом продажу Т-129 в інші країни, крім Англії і самій Італії.
Прототип вертольота був готовий до середини 2009 року і 28 вересня 2009 року відбувся його перший політ. Політ проходив на потужностях італійської компанії «Agusta Westland». Назва прототипу — Т-129 Р-1. У 2010 році прототип терпить аварію, яка обійшлася без жертв. У серпні 2011 року відбувся перший політ прототипу, побудованого на турецьких потужностях. Назва прототипу — Т-129 Р-6.

## Особливості
Т-129 є модифікацією вертольота «Agusta A129 Mangusta», спеціально розробленого для турецьких збройних сил. Основними відмінностями стали:
- Оновлений двигун;
- Бортовий обчислювальний комплекс від «Aselsan»;
- Оновлена авіоніка;
- Додаткові сенсори;
- Ракетне озброєння як закордонного так і власного виробництва;
- Підвищені характеристики дальності і висоти польоту.

Згідно з контрактом і останніми домовленостями, до кінця 2012 року до лав турецьких ЗС встануть 4 одиниці ударних Т-129А, ще 5 одиниць передадуть замовнику у 2013 році. Всього до 2017 року турецькі збройні сили отримають ще 51 новий вертоліт Т-129 різних його модифікацій.
Генеральний підрядник у Туреччині компанія «TAI», вона займається створенням і випуском планерів і збіркою всіх підсистем у вертольоті. Компанія «Aselsan» є основним постачальником всієї бортової електроніки, як то: бортовий комп'ютер, навігаційна система, система зв'язку, система сенсорів.
Новий вертоліт отримає 12 турецьких протитанкових ракет «UMTAS», створених компанією «ROKETSAN». Дальність дії — від 0.5 до 8 кілометрів. Встановлять 20 мм автоматичні гармати системи Гатлінга. Вертоліт отримає більш потужний двигун «LHTEC T800», який забезпечить підвищення дальності і висоти польоту.
Для забезпечення нового вертольота новітнім радаром мм-діапазону (MILDAR), в середині 2007 року створюється спеціальна група з представників турецьких університетів і організацій. На початку 2012 року радар «MILDAR» успішно розроблений.

## Модифікації
- T-129 (AgustaWestland AW729)
- T-129 TUC-1
- T-129 TUC-2
- T129A
- T129B

### FAZ-2
Модифікація ATAK FAZ-2 (фаза 2) виконала перший політ у листопаді 2019 року. Модернізована машина оснащена новими засобами для радіоелектронної боротьби, а також системами попередження про радіолокаційне і лазерне опромінювання.
Наприкінці 2020 року було завершено кваліфікаційні випробування бойового гелікоптера ATAK FAZ-2, і в 2021 році планується почати постачання — машина вже перебуває на лінії серійного виробництва.

### T929 ATAK-II
Розробка важкого ударного гелікоптеру T929 стартувала у 2019 році з підписання угоди між SSB та TAI на реалізацію програми Ağır Sınıf Taarruz Helikopter (з турецької — «бойовий гелікоптер важкого класу»). У квітні 2021 року стало відомо про вибір газотурбінних двигунів українського виробництва, а в липні 2024 повідомили, що постачання цих   двигунів триває навіть попри російське вторгнення.

## Тактико-технічні характеристики
Джерело: Брошура TAI T-129 AgustaWestland T-129 Data
Основні характеристики
- Екіпаж: 2: пілот та другий пілот/навідник
- Довжина: 14.6 м
- Висота: 3.4 м
- Розмах крила: 11.90 м

- Площа крила: 111.22 м²
- Максимальна злітна маса: 5000 кг
- Силова установка: 2 × турбовальних LHTEC CTS800-4A   ( 1014 кВт)
- Повітряний гвинт: 5 лопатей

Льотні характеристики
- Крейсерська швидкість: 269 км/год
- Практична дальність: 561 км
- Перегінна дальність: 1000 км

Озброєння
- Стрілецько-гарматне: 1×20 мм триствольна гармата системи Гатлінга (500 пострілів)
- Керовані ракети:  
  - 8× AGM-114 Hellfire, BGM-71 TOW, Hydra 70, Spike-ER, UMTAS, Roketsan Cirit протитанков та бронебійні ракети та Sura D/Snora.
  - 4-8×AIM-92 Stinger або Mistral або AIM-9 Sidewinder протиповітряні ракети

## Оператори
- Туреччина Основним замовником та оператором вертольотів Т-129 буде Турецька армія. Всього замовлено 60 одиниць[15] Станом на початок 2021 року Турецькій армії та силовим структурам вже поставлено 57 гелікоптерів T-129 ATAK виробництва TAI — 51 гелікоптер передано сухопутним військам, ще 6 — жандармерії[10].

### Можливі
- Пакистан: турецька сторона в травні 2018 року заявила про придбання Пакистаном 30 гелікоптерів T129[16]. В липні 2018 року було завершено переговори з укладання договору на придбання міністерством оборони Пакистану 30 всепогодних ударних вертольотів ATAK. Вартість угоди не розголошується, але за оцінками вона може становити близько $1,5 млрд[17]. Нові гелікоптери мають замінити парк AH−1F Cobra придбаних Пакистаном у 1980-ті. Ці вертольоти не лише виробили свій ресурс, а й мають обмеження на застосування на великій висоті у гірських районах країни[18].

### Туреччина
З повідомлень преси випливає, що нові вертольоти будуть розподілені так:
- - 1 вертоліт залишиться в МО Туреччини, який буде переданий військовим фахівцям як випробувальний стенд для розробки та випробувань нових систем обладнання та озброєння турецького виробництва;
  - 50 вертольотів будуть передані до 2017 року у війська. З них Т-129А — 9 одиниць, решта — Т-129в (багатоцільовий вертоліт). Ще 9 вертольотів замовлені як Т-129S (вертоліт оперативного призначення). Загалом потреба у вертольотах склала 60 одиниць.
  - 40 вертольотів будуть побудовані у разі необхідності (військовий конфлікт).

Станом на початок 2021 року Турецькій армії та силовим структурам вже поставлено 57 гелікоптерів T-129 ATAK виробництва TAI — 51 гелікоптер передано сухопутним військам, ще 6 — жандармерії.
Надалі, на першому етапі буде поставлено 21 гелікоптер ATAK FAZ-2.
Планується, що загалом до сухопутних військ Туреччини буде доставлено 91 гелікоптер T129 ATAK, і ще 27 гелікоптерів матиме Міністерство внутрішніх справ.